# Diopsidae
Diopsidae es una familia perteneciente al orden Diptera del grupo Cyclorrhapha, que contiene a las especies conocidas vulgarmente como moscas de ojos saltones. La familia se distingue de la mayoría de las otras moscas por la posesión de "pedúnculos": proyecciones a los lados de la cabeza con los ojos al final de estos. Algunas especies de moscas de otras familias tales como Drosophilidae, Platystomatidae, y Tephritidae tienen cabezas similares, pero el carácter único de Diopsidae es que sus antenas están situadas en el tallo del ojo, en lugar del centro de la cabeza como en todas las otras moscas.
Los tallos de los ojos de estas moscas son de hasta un centímetro de largo; se alimentan de plantas y animales en descomposición. Su morfología única ha inspirado la investigación para explicar el proceso por el cual puedan haber surgido estas proyecciones a través de la selección sexual y la selección natural. Los estudios sobre el comportamiento de los miembros de la familia Diopsidae han producido importantes conocimientos sobre el desarrollo de la ornamentación sexual, los factores genéticos que mantienen tales características morfológicas, la selección sexual y el principio del handicap.

## Distribución y hábitat
Se conocen más de 100 especies en Diopsidae, la mayor diversidad se encuentra en los trópicos del Viejo Mundo. Se distribuyen por toda la región; las especies más conocidas se encuentran en el sudeste de Asia y en África del sur. Además dos especies han sido descritas en Norteamérica y una especie europea se ha encontrado recientemente en Hungría.
Los diópsidos adultos se encuentran generalmente en vegetación baja, en áreas húmedas, a menudo cerca de arroyos y ríos, donde se alimentan de hongos y bacterias, así limpian la vegetación en descomposición. Las larvas son fitófagos, comen material vegetal fresco y en descomposición. Diopsis macrophthalma es una plaga del arroz y el sorgo en África tropical.

## Morfología
Las moscas pertenecientes a Diopsidae son pequeñas comparadas a las moscas comunes; van desde aproximadamente 4,0 a 12,0 mm de longitud. Sus cabezas son subtriangulares, con tallos oculares transversales en todos los géneros, excepto en el género africano Centrioncus. La cabeza generalmente contiene poco pelo, con vibrisas (bigotes) ausentes.